# Песня о Чапаеве
«Песня о Чапаеве» — советский рисованный мультипликационный фильм, снятый режиссёрами Ольгой Ходатаевой и Петром Носовым по сценарию Самуила Болотина на студии «Союзмультфильм» в 1944 году.

## Сюжет
Посвящается легендарному герою гражданской войны, славному полководцу Василию Ивановичу Чапаеву.
Фильм начинается с документальных кадров движения приближающейся колонны кавалеристов. Документальные кадры сменяются мультипликационными кадрами атакующей, с шашками наголо, конницы во главе с Чапаевым на белом коне. В это время, колчаковцы, напав на деревню, бьют стариков, хватают женщин, расстреливают пленных, жгут дома, угоняют скот. Подоспевшие чапаевцы нападают на врагов, побеждают их и освобождают деревню. Мультипликационный кадр Чапаева на фоне красного знамени советской республики сменяется кадром красного знамени с изображённым на нём Чапаевым. Дальше идут документальные кадры удаляющейся кавалерийской походной колонны. В конце на экране остаётся сгустившийся мультипликационный снег, сопровождавший все документальные кадры. Весь видеоряд сопровождается песней о Чапаеве.

## Съёмочная группа
| Автор сценария                     | Самуил Болотин                                                                                         |
| Режиссёры-постановщики             | Ольга Ходатаева и Пётр Носов                                                                           |
| Художник-постановщик               | Роман Давыдов                                                                                          |
| Художники-мультипликаторы          | Григорий Козлов, Лидия Резцова и Елена Хлудова                                                         |
| Операторы                          | Николай Воинов (у Гинзбурга Н. Волков) и Николай Ренков(последний — комбинированные и натурные съёмки) |
| Композитор                         | В. Макаров или Нина Макарова                                                                           |
| Слова песни                        | Самуил Болотин                                                                                         |
| Звукооператор                      | С. Ренский                                                                                             |
| Художественный руководитель студии | Александр Птушко                                                                                       |
| Ассистент режиссёра                | Ф. С. Гольдштейн                                                                                       |
| Директор картины                   | Н. И. Цофнас                                                                                           |

## Технические данные
| Тип                          | графический (рисованный)               |
| Жанр                         | фильм-песня                            |
| Цветность                    | черно-белый                            |
| Возрастная категория         | 0+                                     |
| Количество частей            | 1 часть                                |
| Длина плёнки                 | 140 метров                             |
| Продолжительность            | 5 минут 3 секунды                      |
| Киностудия                   | Союзмультфильм                         |
| Дата производства            | 1944 год                               |
| Разрешительное удостоверение | ВЭ 1944 г. 214020506 от 21.04.2006     |
| Особые отметки               | Фильм перешёл в общественное достояние |

## Описание, отзывы и критика
По мнению Гинзбурга С. С., маленький фильм «Песня о Чапаеве» был специально созданной средствами мультипликационной графики иллюстрацией к песне. Восприятию песни, усилению её эмоционального воздействия способствовала реалистичность рисунков художника Давыдова. Она также помогала слушателям-зрителям осознать сохранение героических традиций гражданской войны в подвигах участников Великой Отечественной войны.
По мнению Иванова-Вано И. П., волновал и трогал зрителей гражданский романтический пафос короткой ленты «Песня о Чапаеве», в которой Ходатаевой и Носову, несмотря на тяготы военного времени, удалось найти для героической темы новое творческое — поэтическое — решение, а также утверждается, что Чапаев не умер, а живёт в народной памяти.
По мнению Бородина Г. Н., картина «Песня о Чапаеве» была последней попыткой «Союзмультфильма» откликнуться на текущие военные события, но уже без их прямого отражения. Задачей было напоминание о героическом образе прошлых лет для поддержания боевого духа. Фильм, комбинирующий рисованные кадры и натурные съёмки, был создан меньше, чем за два месяца: запущен в производство 16 сентября 1944 года, сроком сдачи было определено 3 ноября, готовый фильм был утверждён 6 ноября (накануне годовщины Октябрьской революции).